# Companyia del Mississipi

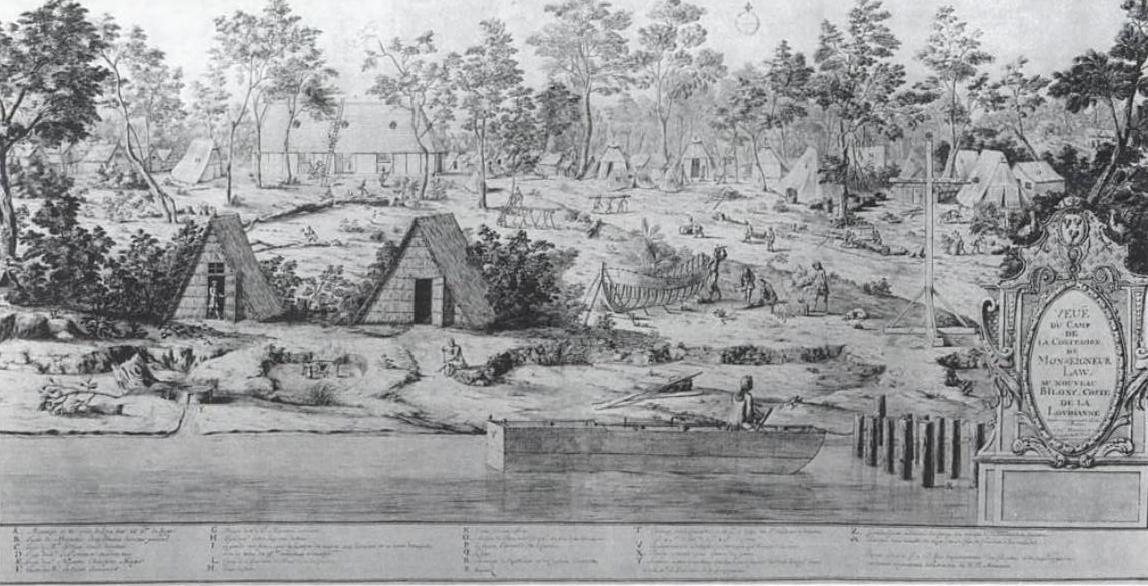
Vista del camp de John Law a Biloxi, desembre de 1720

La Companyia del Mississipi fou una companyia colonial francesa que operava a Louisiana, i una de les primeres empreses cotitzades a la Borsa de París, des del segle xviii.

## Història
La "Companyia del Mississipi" (de 1684) es convertí en la "Companyia de l'Oest" (1717) i s'expandí com la "Companyia de les Índies" (1719). El maig de 1716, La Banque Générale Privée (en català: "Banc Privat General"), que desenvolupà l'ús de la moneda en paper, va ser establit per John Law. Era un banc privat, però tres quartes parts del capital van consistir en factures i bitllets acceptats per l'administració del govern. L'agost de 1717, John va comprar la Companyia del Mississipi per ajudar la colònia francesa a Louisiana. La Companyia del Mississipi progressivament, va acabar amb el 100% del deute nacional del govern francès.